# Tyttocharax tambopatensis
Tyttocharax tambopatensis es una especie de peces de la familia Characidae.

## Morfología
Los machos pueden llegar alcanzar los 1,6 cm de longitud total.

## Hábitat
Vive en zonas de clima tropical 23 °C - 26 °C de temperatura.

## Distribución geográfica
Se encuentran en Sudamérica:  cuencas de los ríos  Manu y Tambopata en Perú. 